# Cleora obiana
Cleora obiana är en fjärilsart som beskrevs av Claude Herbulot 1977. Cleora obiana ingår i släktet Cleora och familjen mätare. Inga underarter finns listade i Catalogue of Life.